# Powiat dąbrowski (Generalne Gubernatorstwo Lubelskie)
Powiat dąbrowski – dawny powiat istniejący w latach 1915–1919  w Generalnym Gubernatorstwie Lubelskim pod okupacją austriacko-węgierską Królestwa Polskiego. Siedzibą władz powiatu była Dąbrowa Górnicza.
Powiat dąbrowski powstał na terenie Zagłębia Dąbrowskiego podczas I wojny światowej, w związku z przedzieleniem powiatu będzińskiego granicą obu okupantów: niemieckiego (Generalne Gubernatorstwo Warszawskie, GGW) i austro-węgierskiego (Generalne Gubernatorstwo Lubelskie, GGL). Zachodnią część powiatu przyłączono do strefy niemieckiej jako powiat będziński, natomiast wschodnią do strefy austriackiej, z której to właśnie utworzono powiat dąbrowski. 
Powiat dąbrowski podzielono na 11–13 gmin (liczba gmin wahała się w 1915 roku), kilka z nich przcięto granicą stref okupacyjnych:
- gmina Choroń, tylko wschodnia część (z zachodniej utworzono gminę Poraj w GGW[3]);
- gmina Dańdówka, nowa gmina utworzona w 1915 z południowej części gminy Zagórze[4], szybko zniesiona[5];
- gmina Dąbrowa Górnicza (bez północnych części, włączonych do gminy Wojkowice Kościelne w GGW[6]);
- gmina Gołonóg, utworzona ze zniesionej gminy Olkusko-Siewierskiej[3] (bez północnych części, włączonych do gminy Wojkowice Kościelne w GGW[6]);
- gmina Klimontów, nowa gmina utworzona w 1915 z południowej części gminy Zagórze[7], szybko zniesiona[5];
- gmina Kromołów, zredukowana w 1915 obszarowo na korzyść nowego miasta Zawiercie w GGW[8];
- gmina Łosień;
- gmina Niegowa;
- gmina Niwka, nowa gmina utworzona w 1915 z południowej części gminy Zagórze[4];
- gmina Rokitno Szlacheckie, tylko wschodnia część (z zachodniej utworzono gminę Wysoka w GGW[9]);
- gmina Włodowice, zredukowana obszarowo  (Kosowska Niwa, Kręciwilk i Nierada) na korzyść nowej gminy Mrzygłód w GGW[10];
- gmina Zagórze, tylko wschodnia część, przejściowo zredukowana na korzyść nowych gmin Dańdówka, Niwka i Klimontów (zachodnią część gminy Zagórze z Konstantynowem, Środulą, obszarem dworskim Zagórze i częścią Dańdówki włączono do GGW, gdzie utworzyły nową gminę Zagórze[11], szybko zniesioną i włączoną głównie do Sosnowca; przejściowo istniała też gmina Modrzejów);
- gmina Żarki, zredukowana obszarowo na korzyść nowych gmin Mrzygłód (Ciszówka) i Poraj (Masłońskie) w GGW[10][3].

1 października 1916 gminie Dąbrowa Górnicza nadano prawa miejskie, po czym powiat otrzymał swoje pierwsze i jedyne miasto.
W 1916 roku powiat liczył 120.975 mieszkańców.
Powiat zniesiono w marcu 1919 roku, w związku z unieważnieniem zmian w podziale administracyjnym Królestwa Polskiego wprowadzonych przez okupantów, przywracając tym samym powiat będziński w jego oryginalnych granicach.

## Podział administracyjny
| Gmina               | Typ | Ludność (1916) | Liczba szkół |
| ------------------- | --- | -------------- | ------------ |
| Choroń              | W   | 2414           | 2            |
| Dąbrowa Górnicza    | M   | 29973          | 12           |
| Gołonóg             | W   | 28790          | 16           |
| Kromołów            | W   | 6537           | 3            |
| Łosień              | W   | 5636           | 3            |
| Niegowa             | W   | 6625           | 4            |
| Niwka               | W   | 7422           | 2            |
| Rokitno Szlacheckie | W   | 6154           | 4            |
| Włodowice           | W   | 4724           | 5            |
| Zagórze             | W   | 10715          | 6            |
| Żarki               | W   | 11985          | 6            |